# Majlinda Agaj
Majlinda Agaj (Fier, 30 aprile 1983) è un'attrice albanese naturalizzata italiana.

## Biografia
Nata in Albania, è cresciuta in Italia ed ha studiato recitazione presso la scuola del Teatro Stabile di Torino diretta da Mauro Avogadro e all'Università "La Sapienza" di Roma nella Facoltà di Scienze Politiche, indirizzo Relazione Internazionali.
Ha iniziato a recitare in teatro per poi dedicarsi al cinema e alla televisione.

## Filmografia

### Cinema
- Hotel Meina, regia di Carlo Lizzani (2007)
- Valzer, regia di Salvatore Maira (2007)
- La maschera etrusca (The Etruscan Mask), regia di Ted Nicolaou (2007)
- I migliori sentimenti, regia di Marcos Villaseñor (2007)
- Smetto quando voglio, regia di Sydney Sibilia (2014)
- Nome di donna, regia di Marco Tullio Giordana (2018)

### Televisione
- Medicina generale – serie TV, episodio 1x13 (2008)
- Quo vadis, baby?, regia di Guido Chiesa – miniserie TV, puntata 1x04 (2008)
- Distretto di polizia – serie TV, episodio 8x22 (2008)

- Intelligence - Servizi & segreti – serie TV, episodio 1x02 (2009)
- I delitti del cuoco – serie TV, episodio 1x07 (2010)
- Le cose che restano, regia di Gianluca Maria Tavarelli – miniserie TV, 1 puntata (2010)
- Che Dio ci aiuti – serie TV, episodi 1x06-2x06 (2011-2013)
- Squadra antimafia - Palermo oggi – serie TV (2016)